# Campeonato Europeo de Patinaje Artístico sobre Hielo de 2007
El XCVIII Campeonato Europeo de Patinaje Artístico sobre Hielo se realizó en Varsovia (Polonia) del 22 al 27 de enero de 2007. Fue organizado por la Unión Internacional de Patinaje sobre Hielo (ISU) y la Federación Polaca de Patinaje Artístico.
Las competiciones se efectuaron en la Arena Torwar de la capital polaca. Participaron en total 154 patinadores de 34 países europeos.

## Calendario
| Día      | Hora* | Evento                  | Tipo           |
| -------- | ----- | ----------------------- | -------------- |
| 22.01.07 | 20:00 | Ceremonia de apertura   |                |
| 23.01.07 | 14:00 | Danza obligatoria       | danza en hielo |
| 23.01.07 | 19:00 | Programa corto          | parejas        |
| 24.01.07 | 12:15 | Programa corto          | masculino      |
| 24.01.07 | 19:00 | Prueba libre            | parejas        |
| 25.01.07 | 13:30 | Danza original          | danza en hielo |
| 25.01.07 | 18:30 | Prueba libre            | masculino      |
| 26.01.07 | 12:15 | Programa corto          | femenino       |
| 26.01.07 | 18:30 | Danza libre             | danza en hielo |
| 27.01.07 | 12:30 | Prueba libre            | femenino       |
| 27.01.07 | 20:00 | Ceremonia de vencedores |                |
| 28.01.07 | 14:00 | Gala de exhibición      |                |

- (*) -  hora local de Varsovia (UTC +1)

## Resultados

### Masculino
| Puesto | Nombre               | País            | Puntos |
| ------ | -------------------- | --------------- | ------ |
| Oro    | Brian Joubert        | Francia         | 227,12 |
| Plata  | Tomáš Verner         | República Checa | 212,69 |
| Bronce | Kevin van der Perren | Bélgica         | 204,85 |

### Femenino
| Puesto | Nombre           | País      | Puntos |
| ------ | ---------------- | --------- | ------ |
| Oro    | Carolina Kostner | Italia    | 174,79 |
| Plata  | Sarah Meier      | Suiza     | 171,28 |
| Bronce | Kiira Korpi      | Finlandia | 151,19 |

### Parejas
| Puesto | Nombre                            | País     | Puntos |
| ------ | --------------------------------- | -------- | ------ |
| Oro    | Aliona Savchenko / Robin Szolkowy | Alemania | 199,39 |
| Plata  | Mariya Petrova / Alekséi Tíjonov  | Rusia    | 179,61 |
| Bronce | Dorota Siudek / Mariusz Siudek    | Polonia  | 170,91 |

### Danza en hielo
| Puesto | Nombre                                  | País     | Puntos |
| ------ | --------------------------------------- | -------- | ------ |
| Oro    | Isabelle Delobel / Olivier Schoenfelder | Francia  | 199,47 |
| Plata  | Oksana Dómnina / Maksim Shabalín        | Rusia    | 199,16 |
| Bronce | Albena Denkova / Maksim Staviski        | Bulgaria | 193,73 |

## Medallero
| Núm. | País            | Oro | Plata | Bronce | Total |
| ---- | --------------- | --- | ----- | ------ | ----- |
| 1    | Francia         | 2   | 0     | 0      | 2     |
| 2    | Alemania        | 1   | 0     | 0      | 1     |
| 2    | Italia          | 1   | 0     | 0      | 1     |
| 4    | Rusia           | 0   | 2     | 0      | 2     |
| 5    | República Checa | 0   | 1     | 0      | 1     |
| 5    | Suiza           | 0   | 1     | 0      | 1     |
| 7    | Bélgica         | 0   | 0     | 1      | 1     |
| 7    | Bulgaria        | 0   | 0     | 1      | 1     |
| 7    | Finlandia       | 0   | 0     | 1      | 1     |
| 7    | Polonia         | 0   | 0     | 1      | 1     |
|      | TOTAL           | 4   | 4     | 4      | 12    |